# Виляраса
Виляраса (на испански: Villarrasa) е населено място и община в Испания. Намира се в провинция Уелва, в състава на автономната област Андалусия. Общината влиза в състава на района (комарка) Ел Кондадо. Заема площ от 72 km². Населението му е 2170 души (по преброяване от 2010 г.). Разстоянието до административния център на провинцията е 37 km.

## Демография
| 1996 | 1998 | 1999 | 2000 | 2001 | 2002 | 2003 | 2004 | 2005 | 2006 |
| ---- | ---- | ---- | ---- | ---- | ---- | ---- | ---- | ---- | ---- |
| 2092 | 2082 | 2071 | 2130 | 2103 | 2088 | 2074 | 2114 | 2095 | 2100 |